# Erlebnispark Schloss Thurn
Koordinaten: 49° 41′ 7″ N, 10° 59′ 57″ O
Der Erlebnispark Schloss Thurn ist ein Freizeitpark in Thurn bei Heroldsbach, zwischen Forchheim und Höchstadt, und ist im Frühjahr und Sommer geöffnet. Im Park gibt es derzeit etwa 30 Attraktionen und mehrere Shows wie z. B. Ritterturniere, Western-Stunt-Shows und Zaubervorführungen, hinzu kommen wechselnde Themen-, Event- und Aktionstage.

## Geschichte

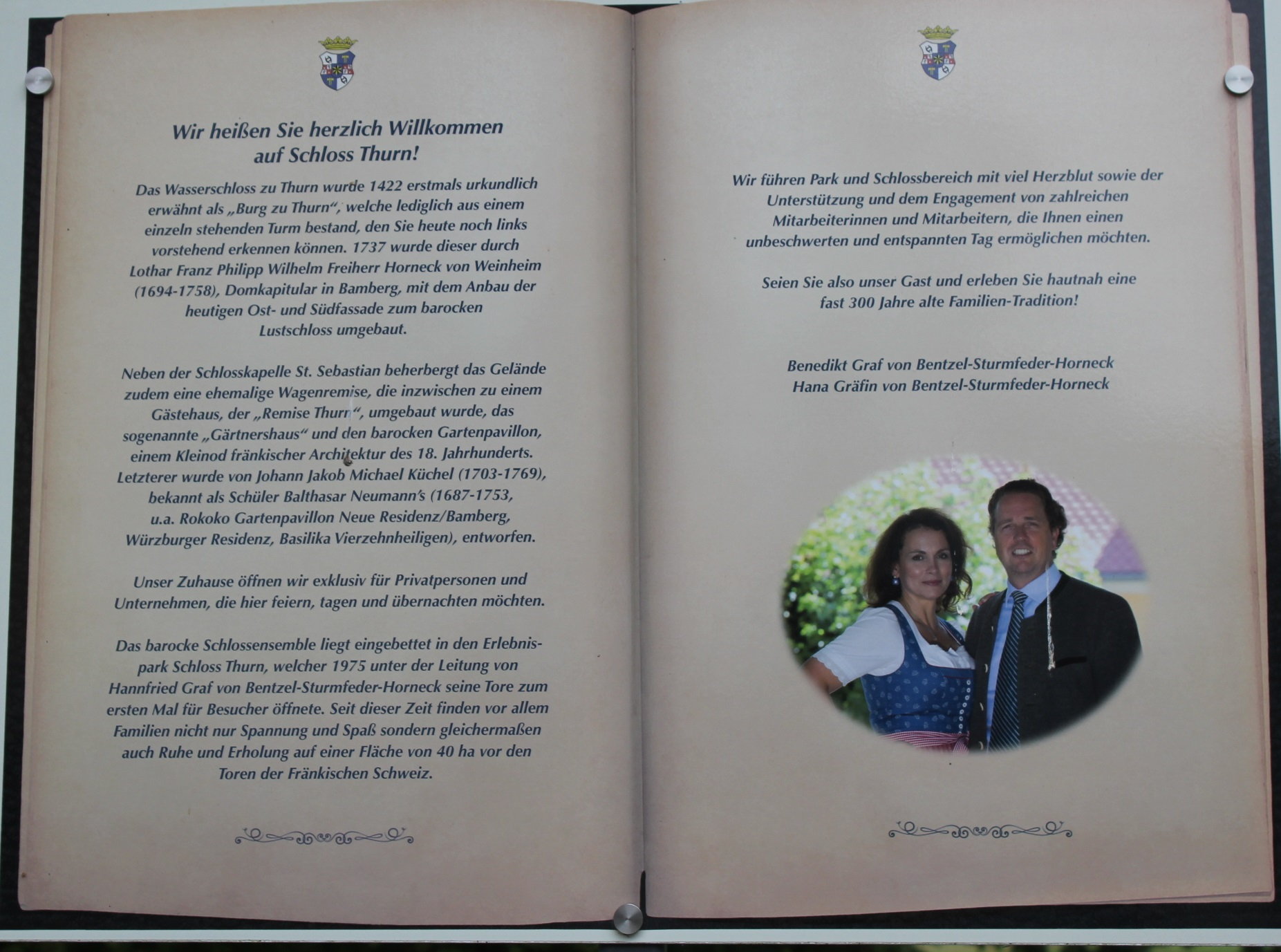
Willkommensschild des Grafenpaares von Bentzel-Sturmfeder-Horneck

Das Schloss Thurn (alte deutsche Bezeichnung für Turm) wurde 1422 erstmals urkundlich erwähnt. Ursprung der heutigen barocken Schlossanlage war ein befestigter und von mehreren Wassergräben umgebener Wohnturm.
1747 erwarb der Bamberger Domkapitular Lothar Franz Horneck von Weinheim das Gut und begann mit dem Umbau der ehemaligen Ritterburg zum barocken Lustschloss. Zuerst wurden dem Torbau Flügel angefügt (1754) und die älteren Bauten an der Ostseite des Geländes vereinheitlicht. Damals erhielt die Südfront ihre prachtvolle Fassade. Kurz darauf entstanden die Wirtschaftsgebäude und 1766 der verspielte Rokokopavillon.
Der Park wurde 1975 eröffnet und über die Jahre immer mehr erweitert. In den Anfangsjahren war die Westernstadt mit Stuntshow und Indianertänzen die Hauptattraktion. Der heutige Besitzer des Schlosses Thurn, Benedikt Graf von Bentzel-Sturmfeder-Horneck, führt den von seinem Vater Hannfried Graf von Bentzel-Sturmfeder-Horneck zu einem Erlebnispark umgestalteten Schlosspark weiter. Das Schloss samt Kapelle und barockem Gartenpavillon, gestaltet von Johann Jakob Michael Küchel, einem Schüler Balthasar Neumanns, wird privat bewohnt.

## Schlosspark
Der Freizeitpark liegt in einem Schlosspark mit altem Baumbestand, unter anderem mit einer 400 Jahre alten Eiche und mehreren Ginkgobäumen. Beim Ausbau des Parks wird auf den Schutz der Pflanzen und Tiere geachtet. Auf dem Dachboden des Schlosses leben über 300 Fledermäuse. Im Eingangsbereich des Parks wurde 2015 mit Unterstützung der Oberfrankenstiftung, des bayerischen Naturschutzfonds sowie der Gemeinde Heroldsbach das Bayerische Fledermauszentrum eröffnet, welches über die Tiere informiert. In der Remise Thurn im Schloss kann übernachtet werden.

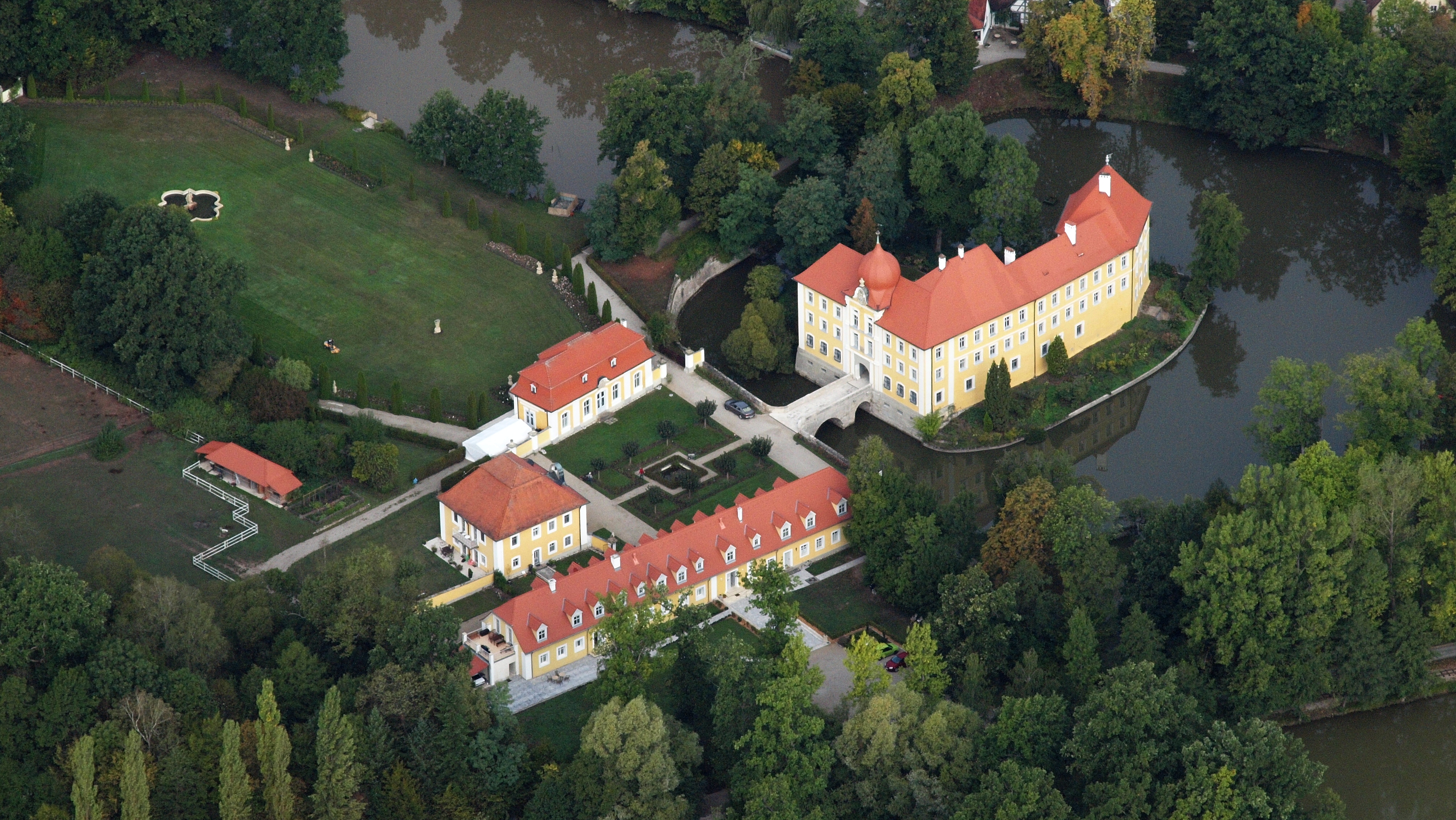
Schloss Thurn, Süd-Ost-Ansicht, Luftaufnahme (2015)
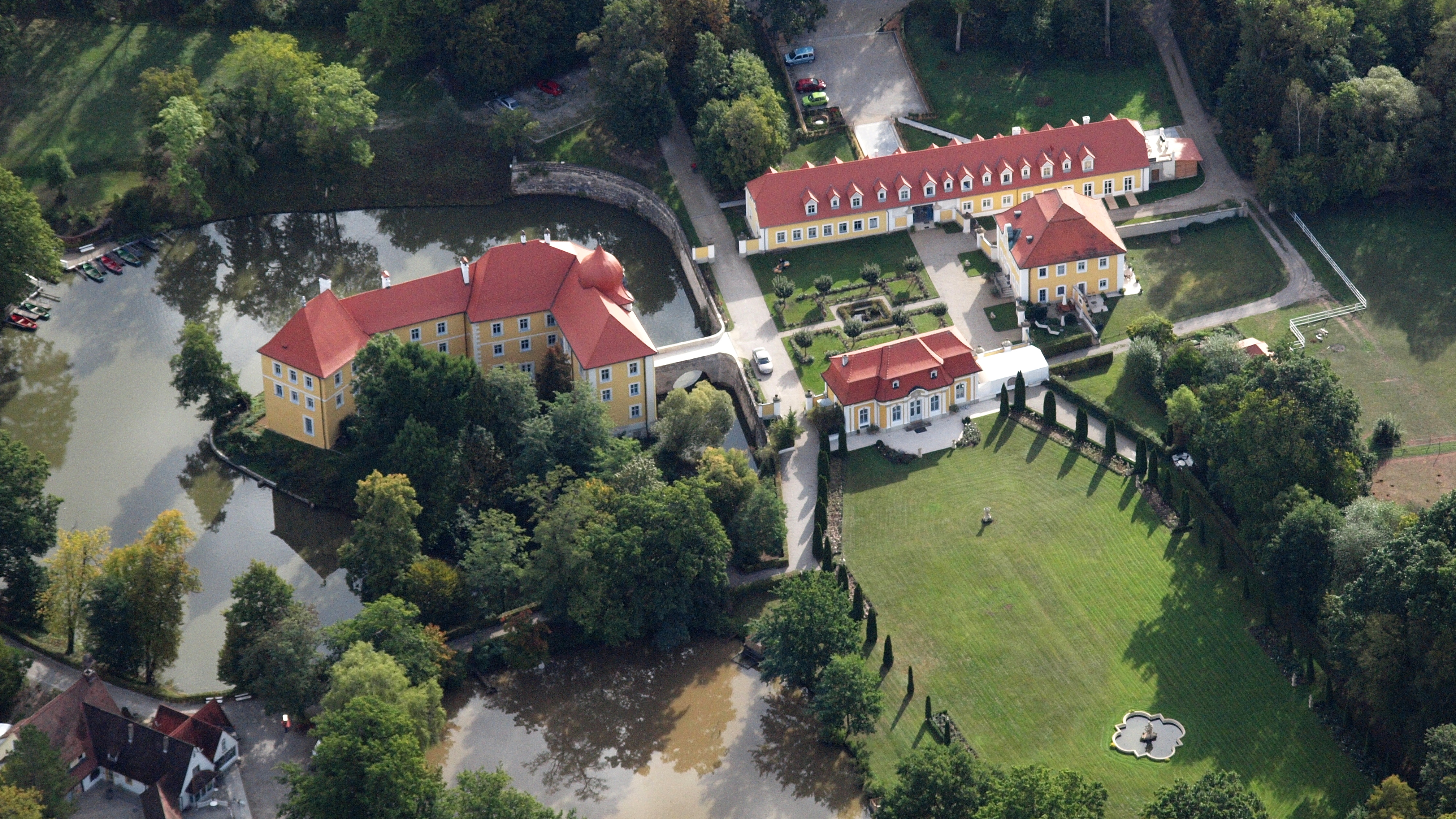
Schloss Thurn, West-Ansicht, Luftaufnahme (2015)
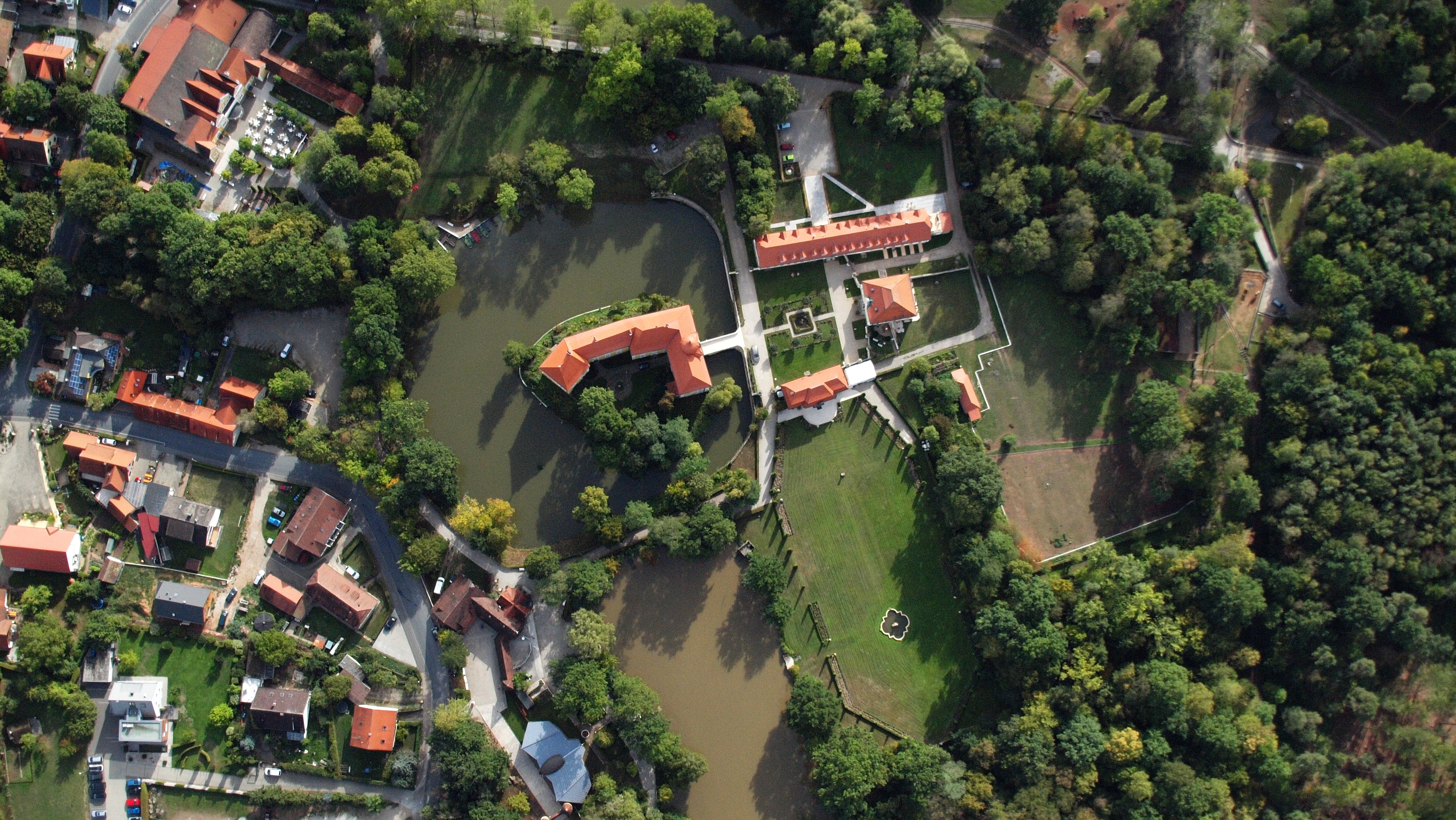
Schloss Thurn, Senkrechtansicht, Luftaufnahme (2015)

## Attraktionen (Auswahl)
Im Jahre 2016 wurde die Familienachterbahn mit Virtual-Reality-Technik ausgestattet und trägt seitdem den Namen Dinolino's VR-Ride. Die Achterbahn ist somit der erste VR-Coaster in Bayern. Weitere Attraktionen sind Abenteuerspielplätze, Dampfeisenbahn, Kindereisenbahn, Monza-Rennbahn, Schwebebahn, Wasserbobbahn, Wildwasserbahn sowie Butterfly.
Ferner gibt es Shows im Angebot, z. B. Ritterturnier, Stabmarionettentheater, Western-Stuntshow, Wunderdoktor-Show sowie Zaubershow.
Im Jahr 2019 wurde der bestehende Autoscooter in einen VR-Autoscooter umgewandelt.

### Achterbahnen
| Name               | Typ                                 | Hersteller   | Eröffnungsjahr | Bemerkungen                                                                                                 | Weblinks |
| ------------------ | ----------------------------------- | ------------ | -------------- | --- | -------- |
| Butterfly          | Familienachterbahn, Shuttle Coaster | Sunkid GmbH  | 1993           | |          |
| Butterfly          | Familienachterbahn, Shuttle Coaster | Sunkid GmbH  | 2022           | |          |
| Dinolino’s VR-Ride | Familienachterbahn                  | Zierer Rides | 1998           | Fuhr bis 2015 unter dem Namen Familienachterbahn. Die Fahrgäste können während der Fahrt VR-Brillen tragen. |          |

#### Ehemalige Achterbahnen
| Name       | Typ                | Hersteller | Eröffnungsjahr | Schließungsjahr | Bemerkungen                                                     | Weblinks |
| ---------- | ------------------ | ---------- | -------------- | --------------- | --------------------------------------------------------------- | -------- |
| Achterbahn | Familienachterbahn | FAB        | unbekannt      | unbekannt       | Fuhr anschließend bis 2001 als Fun Express im Spreepark Berlin. |          |

## Maskottchen
Dinolino, ein grüner Drache, ist das Maskottchen des Freizeitparks. Er wird im Park von Schauspielern dargestellt. Die Gruppe Jojos veröffentlichte zum Drachen den Dinolino Song.

## Burggrabenfest Nürnberg
Seit 2005 veranstaltet der Erlebnispark jeden September im Graben der Nürnberger Burg das Mittelalterliche Burggrabenfest. Bei dem dreitägigen, kostenpflichtigen Mittelalterfest gibt es verschiedene Themenbereiche (Arena, Gauklerbühne, Kinderspielwelt und Zauberwald) zu besuchen.